# الدرداء (حمص)
الدرداء قرية في ناحية الرقاما التابعة لمنطقة حمص في محافظة حمص في سورية. تقع شرق الطريق السريع بين حمص ودمشق.